# Schloss Bompré

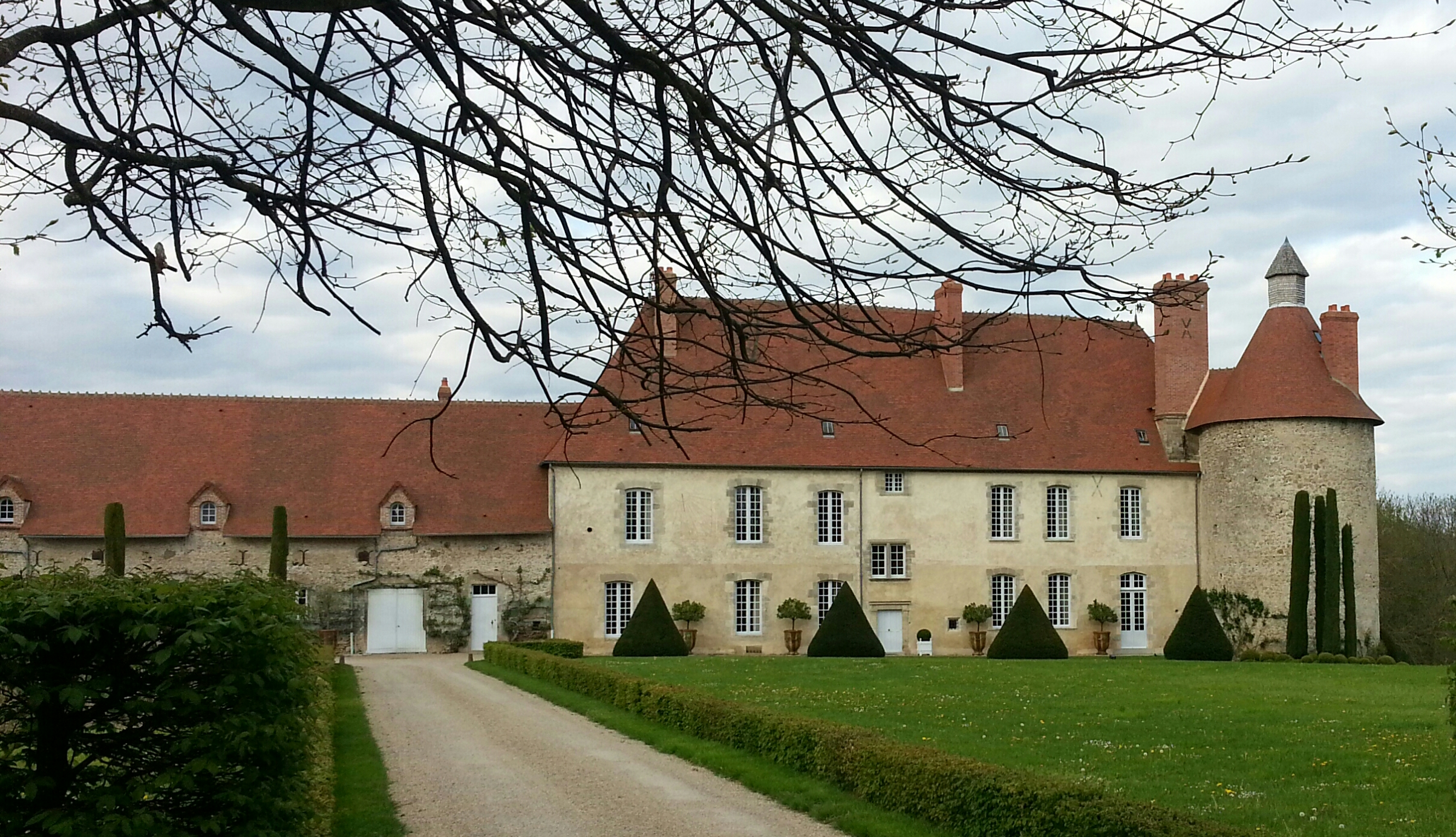
Schloss Bompré

Das Schloss Bompré ist ein Landschloss in der französischen Gemeinde Barberier in der Auvergne. Von 1950 bis 1963 diente es dem Schweizer Maler Ricco als Wohnsitz und Atelier. Es befindet sich in Privatbesitz und kann nicht besichtigt werden.
Das Renaissanceschloss steht seit August 1989 als eingetragenes historisches Monument (französisch Monument historique inscrit) unter Denkmalschutz. Sein Vestibül und sein Treppenhaus sind seit September 1994 noch einmal separat als Monument historique klassifiziert.

## Beschreibung
Das Logis des Schlosses ist ein langgestreckter rechteckiger Bau mit zwei Geschossen, die von einem pfannengedeckten Walmdach abgeschlossen sind. Die sehr schlichte Schaufassade der Südseite wird durch seine Segmentbogen-Fenster bestimmt. An der südöstlichen Ecke des Gebäudes steht ein großer, runder Eckturm aus dem 15. Jahrhundert mit Kegeldach und sechseckiger Laterne. In seinen Inneren befand sich früher die Schlosskapelle.
Die großen Räume des Logis wurden in der ersten Hälfte des 19. Jahrhunderts umgebaut, um sie den Bedürfnissen seiner damaligen Bewohner anzupassen. Das Vestibül und das Treppenhaus aus dem dritten Viertel des 16. Jahrhunderts blieben jedoch bis zum heutigen Tag unverändert und präsentieren sich im Originalzustand. Besonders die aus ornamentierten Steinplatten gefertigte kassettierte und tonnengewölbte Decke des Treppenhauses ist bemerkenswert. Darüber hinaus sind einige Kamine aus der Renaissance-Zeit erhalten. Einer von ihnen zeigt ein durch Benozzo Gozzolis Fresken in der Kapelle des Palazzo Medici Riccardi inspiriertes Gemälde des Schweizer Malers Ricco, der das Schloss Bompré von 1950 bis 1963 als Arbeits- und Wohnstätte nutzte.

## Geschichte
Das heutige Schloss geht auf einen Vorgängerbau aus dem 15. Jahrhundert zurück, der im 16. Jahrhundert gemäß dem Zeitgeschmack im Stil der Renaissance umgebaut wurde. Bauherr war der erste urkundlich verbürgte und 1546 erwähnte Seigneur von Bompré, Jehan de Menudel. 1632 erwarb Gilbert Mareschal das Anwesen gemeinsam mit dem benachbarten Persenat für 21.600 Livres. Nach seinem Tod im Jahr 1659 erbte sein ältester Sohn Claude den Besitz. Dessen Tochter Jeanne, aus seiner zweiten Ehe mit Marie Jacquinet, brachte Bompré an die Familie ihres Mannes, Nicholas Revangerou Revang(i)er, den sie am 25. Januar 1692 heiratete. Bompré blieb bis in das 19. Jahrhundert im Besitz dieser Familie. Ihr folgten als Eigentümer die Demaistres (auch de Maistre) und die Familie Loizel.